# Phycoérythrine
 (septembre 2009).
Si vous disposez d'ouvrages ou d'articles de référence ou si vous connaissez des sites web de qualité traitant du thème abordé ici, merci de compléter l'article en donnant les références utiles à sa vérifiabilité et en les liant à la section « Notes et références ».

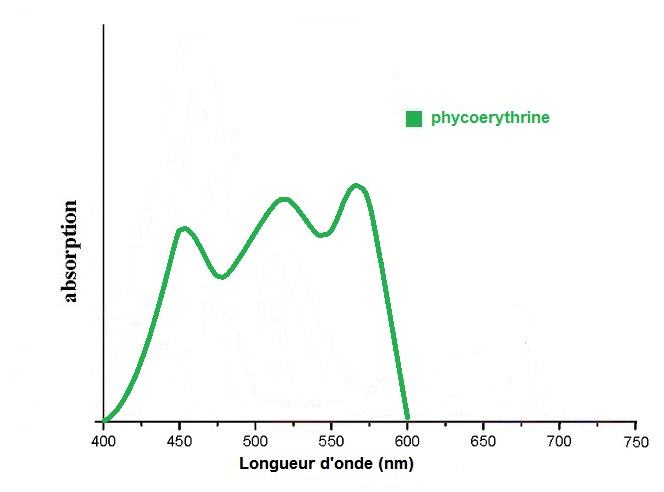
spectre d'absorption de la phycoérythrine

La phycoérythrine est une phycobiliprotéine. 
C'est un pigment rouge que l'on trouve chez certaines cyanobactéries, la plupart des algues rouges et certains cryptophytes. Il est utilisé comme marqueur fluorescent, lors de cytométrie en flux ou de microscopie confocale par exemple. Il est aussi utilisé dans d'autres application demandant une grande sensitivité, mais pas une photostabilité. 
Les phycobiliprotéines, donnant la couleur rouge à la phycoérythrine, pourraient avoir plusieurs applications. par exemple, il a été noté qu'elle présentent des effets bénéfiques dans le traitement de certaines maladies comme l'Alzheimer et le cancer.
C'est aussi un pigment assimilateur qui absorbe la lumière verte et bleue (principalement entre 450 et 550 nm)
Les phycoérythrines sont composés de monomères (αβ) généralement organisés en trimères (αβ)3 ou en hexamères (αβ)6. Ces complexes contiennent un troisième type de sous unité : la chaine γ.

## Composition
La phycoérythrine est un hétéro-pigment constitué d'une apoprotéine et d'un chromophore. L'apoprotéine comporte deux sous-unités : l'α-phycoérythrine et la ß-phycoérythrine. Les chromophores sont la phycoérythrobiline (PEB) et la phycourobiline (PUB), liés par covalence au peptide. 

La phycoérythrobiline est un des chromophores de la phycoérythrine.

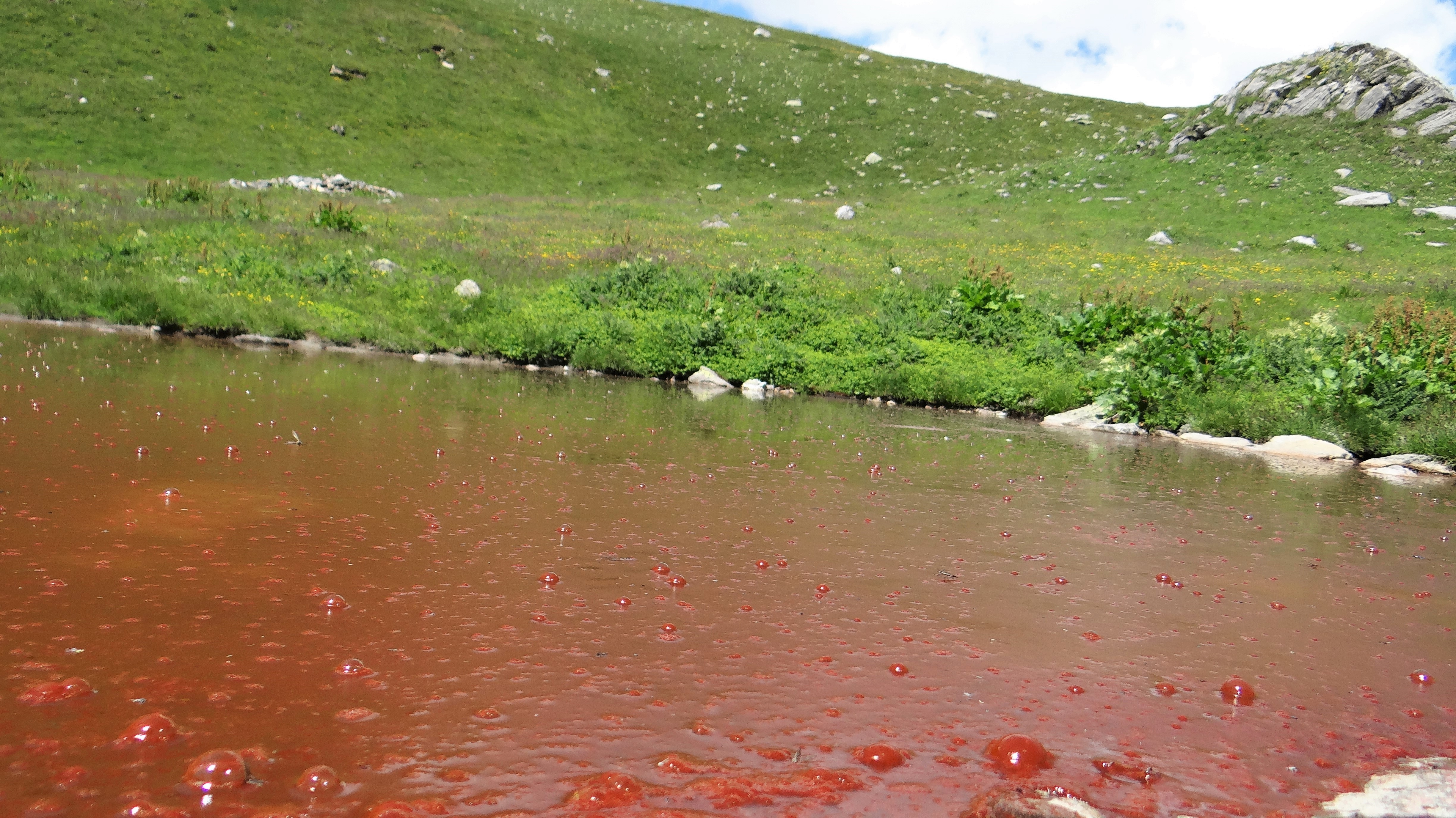
Cynaobactériesrouges en Vanoise.

On distingue quatre classes de phycoérythrine selon les chromophores liés et selon les propriétés d'absorption et d'émission de fluorescence : 
- la C-phycoérythrine (C-PE) lie deux PEB par sous-unité α et trois PEB par sous-unité ß ;
- la CII-phycoérythrine (CII-PE) lie deux PEB par sous-unité α et deux PEB et une PUB par sous-unité ß ;
- la C-phycoérythrine lie deux PEB par sous-unité α et trois PEB par sous-unité ß ;
- le R-phycoérythrine lie deux PEB par sous-unité α et deux PEB et une PUB par sous-unité ß.